# Josef Manger
Josef Manger (* 26. Mai 1913 in Bamberg; † 13. März 1991 in Tutzing) war ein deutscher Gewichtheber.

## Werdegang
Josef Manger wuchs in Bamberg auf und trat schon in jungen Jahren dem SC Roland Bamberg bei. Zunächst übte er sich im Ringen, später kam das Gewichtheben dazu. 1934 startete er bei den deutschen Meisterschaften im Gewichtheben in Nürnberg und belegte im Fünfkampf mit 512,5 kg den sechsten Platz. Bei dieser Gelegenheit fiel er dem Olympiasieger von 1932 Rudolf Ismayr auf, der ihn noch im gleichen Jahr zur SpVgg Freising holte. Unter Ismayrs Trainingsleitung stiegen seine Leistungen innerhalb von drei Monaten so schnell, dass er noch 1934 vom Deutschen Athletik-Sportverband (DASV) zu den Europameisterschaften in Genua entsandt wurde, wo er auf Anhieb den zweiten Platz im Schwergewicht belegte. Von da ab begann eine Karriere, die ihn in den nächsten Jahren zum Olympiasieger, Europa- und Weltmeister werden ließ. Von 1935 bis 1942 blieb Manger ungeschlagen. Der Krieg verhinderte weitere Erfolge, vor denen Manger mit seinen 26 Jahren im Jahr 1939 stand. In diesem Jahr schaffte er auch mit 435 kg im olympischen Dreikampf seine beste Leistung. Schon 1939 fanden wegen des Kriegsausbruchs keine Weltmeisterschaften mehr statt.
Josef Manger absolvierte eine Ausbildung zum Finanzbeamten und war später selbständiger Kaufmann. Nach dem Krieg erschien er kaum noch bei Gewichtheberveranstaltungen. Manger starb 1991 mit 77 Jahren und wurde auf dem Waldfriedhof von Starnberg beigesetzt.

## Internationale Erfolge
(OS = Olympische Spiele, WM = Weltmeisterschaften, EM = Europameisterschaften, OD = olympischer Dreikampf, bestehend aus beidarmigem Drücken, Reißen und Stoßen, FK = Fünfkampf, bestehend aus OD und einarmigem Reißen und Stoßen, S = Schwergewicht, damals über 82,5 kg Körpergewicht)
| Jahr | Platz | Wettbewerb   | Gewichtsklasse | Leistung                 |                                                                                                   |
| 1934 | 2.    | EM in Genua  | Schwer         | 382,5 kg (120-115-147,5) | hinter Václav Pšenička, Tschechoslowakei, 385 kg und vor Josef Straßberger, Deutschland, 382,5 kg |
| 1935 | 1.    | EM in Paris  | Schwer         | 395 kg (125-120-150)     | vor Ronald Walker, England, 382,5 kg und Pšenička, 382,5 kg                                       |
| 1936 | Gold  | OS in Berlin | Schwer         | 410 kg (132,5-122,5-155) | vor Pšenička, 402,5 kg und Arnold Luhaäär, Estland, 400 kg                                        |
| 1937 | 1.    | WM in Paris  | Schwer         | 420 kg (135-125-160)     | vor Pšenička, 405 kg und Heinz Schattner, Deutschland, 395 kg                                     |
| 1938 | 1.    | WM in Wien   | Schwer         | 410 kg (135-122,5-152,5) | vor Steve Stanko, USA, 397,5 kg und Luhaäär, 390 kg                                               |

Anm.: alle Wettbewerbe im olympischen Dreikampf

## Länderkämpfe
- 1937 in Wien, Österreich – Deutschland, OD, S, Zeman 370 kg – Manger 420 kg,
- 1937 in München, Deutschland – Österreich, OD, S, Manger 400 kg – Zeman 372,5 kg,
- 1938 in Baltimore, USA – Deutschland, OD, S, Stanko 385 kg – Manger 430 kg,
- 1938 in New York, USA – Deutschland, OD, S, Stanko 385 kg – Manger 430 kg,
- 1938 in München, Deutschland – USA, OD, S, Manger 417,5 kg – Stanko 400 kg.
- 1938 in Essen, Deutschland – USA, OD, S, Manger 420 kg – Stanko 395 kg.

## Erfolge bei deutschen Meisterschaften
- 1934 6. Platz, FK, S, mit 512,5 kg, Sieger Paul Wahl, Möhringen, 545 kg, vor Josef Straßberger, München, 540 kg;
- 1935 1. Platz, OD, S, mit 385 kg, vor Straßberger, 380 kg und Wahl, 372,5 kg;
- 1936 1. Platz, OD, S, mit 395 kg, vor Wahl, 387,5 kg und Heinz Schattner, München, 380 kg;
- 1938 1. Platz, OD, S, mit 415 kg, vor Schattner, 395 kg und Wahl, 385 kg;
- 1939 1. Platz, OD, S, mit 435 kg, vor Schattner, 387,5 kg und Wahl, 382,5 kg;
- 1940 1. Platz, OD, S, mit 400 kg, vor Schattner, 385 kg und Hans Kallbach, Kamenz, 372,5 kg;
- 1941 1. Platz, OD, S, mit 412,5 kg, vor Schattner, 390 kg und Stropek, Wien, 375 kg;
- 1942 2. Platz, OD, S, hinter Theo Aaldering, Essen, 380 kg nach drei Fehlversuchen im Stoßen.

### Weltrekorde
im beidarmigen Drücken:
- 1935 in München 133,5 kg
- 1935 in München 134 kg
- 1935 in München 135 kg
- 1936 in Essen 137,5 kg
- 1936 in Bamberg 139 kg
- 1937 in Lichtenfels 140 kg
- 1937 in Paris 141,5 kg
- 1937 in Weiden 143 kg
- 1938 in Bamberg 143,5 kg
- 1939 in München 145 kg
- 1941 in Berlin 146 kg

im beidarmigen Reißen:
- 1936 in Berlin 131,5 kg

im olympischen Dreikampf:
- 1935 in München 402,5 kg
- 1936 in Berlin 410 kg
- 1936 in Landshut 412,5 kg
- 1937 in Lichtenfels 420 kg
- 1937 in Hamburg 425 kg
- 1938 in Bamberg 430 kg
- 1938 in Freising 435 kg
- 1939 in Schweinfurt 437,5 kg